# NGC 2710
NGC 2710 este o galaxie spirală situată în constelația Ursa Mare. A fost descoperită în 18 martie 1790 de către William Herschel. Se află la o distanță de 40,74 de megaparseci de Pământ.